# Азенапин
Азенапин (англ. asenapine; saphris) — атипичный антипсихотик, разработанный компанией Schering-Plough. По заявлениям корпорации, приём препарата вызывает минимальные антихолинергические и сердечно-сосудистые побочные эффекты и небольшой набор веса. К концу лета 2009 года была проведена полная серия клинических испытаний, в которой участвовали более 3000 пациентов. Большинство консультантов агентства FDA проголосовали за одобрение препарата. 14 августа 2009 года последовало положительное решение агентства, одобрившего применение лекарства при шизофрении и биполярном расстройстве, и азенапин пополнил число применяемых в психиатрии антипсихотиков.
Некоторые американские психиатры-клиницисты стали прописывать азенапин также ветеранам войны для лечения посттравматического стрессового расстройства, сопровождаемого ночными кошмарами, хотя использование препарата для этой цели ещё не одобрено Министерством по делам ветеранов США.

## Механизм фармакологического действия
Азенапин проявляет высокое сродство ко многим типам рецепторов, включая серотониновые 5-HT1A, 5-HT1B, 5-HT2A, 5-HT2B, 5-HT2C, 5-HT5A, 5-HT6 и 5-HT7 рецепторы, адренергические α1, α2A, α2B и α2C, дофаминовые D1, D2, D3 и D4, гистаминовые H1 и H2. Он проявляет значительно меньшее сродство к мускариновым ацетилхолиновым рецепторам. Азенапин является частичным агонистом 5-HT1A- и D1-рецепторов, к остальным из упомянутых рецепторов он проявляет свойство антагониста.
Так как азенапин блокирует гистаминовые рецепторы всё же слабее, чем некоторые другие атипичные антипсихотики (оланзапин, кветиапин), предполагается, что для него менее характерны повышение массы тела и седация. Блокируя дофаминовые рецепторы слабее, чем галоперидол, азенапин сравнительно редко вызывает экстрапирамидные расстройства и повышение пролактина. Поэтому данный препарат может быть рассмотрен как вариант терапии у пациентов, для которых характерен риск развития метаболического синдрома, и также в том случае, когда приём других препаратов был прекращён из-за невыносимых побочных эффектов, например акатизия. Кроме того, азенапин реже вызывает удлинение интервала QT на электрокардиограмме, чем зипрасидон. Однако все упомянутые эффекты в той или иной мере ему присущи, хотя и сравнительно нечасто.

## Показания
Азенапин был одобрен FDA для лечения у взрослых острых эпизодов шизофрении и острых маниакальных или смешанных эпизодов (с психотической симптоматикой либо без неё) при биполярном аффективном расстройстве I типа.
Препарат не показан для лечения депрессии, в клинических испытаниях при его приёме не было обнаружено ослабления депрессивных симптомов как в краткосрочной, так и в долгосрочной перспективе. Азенапин не одобрен для лечения деменции, ассоциированной с психозом; в клинических испытаниях у пациентов, страдающих деменцией, он повышал риск смертности.

## Особенности применения
Азенапин принимается сублингвально (под язык). Препарат требует особого режима приёма, учитывающего, в частности, время питания и употребления жидкости. Принимать азенапин рекомендуется дважды в сутки, после этого следует избегать приёма пищи и жидкости в течение не менее чем 10 минут.
При проглатывании таблетки для этого препарата характерна низкая биодоступность.

## Побочные эффекты
Очень частые побочные действия (≥1/10): тревога, сонливость.
Частые побочные действия (≤1/100 – <1/10): увеличение массы тела, повышение аппетита, дистония, акатизия, дискинезия, паркинсонизм, седация, головокружение, дисгевзия.
Нечастые (≤1/1000 – <1/100): гипергликемия, обморок, судорожные припадки, дизартрия, синусовая брадикардия, блокада ножки пучка Гиса, удлинение интервала QT на электрокардиограмме, синусовая тахикардия, ортостатическая гипотензия, гипотензия, парестезия полости рта, глоссодиния, отёк языка, дисфагия, сексуальная дисфункция, аменорея, анемия, гипонатриемия.
Редкие (≤1/10 000 – <1/1 000): нейтропения, злокачественный нейролептический синдром, нарушение аккомодации, лёгочная эмболия, рабдомиолиз, гинекомастия, галакторея.
Частота неизвестна: аллергические реакции, синдром беспокойных ног, тошнота, поражения слизистой оболочки полости рта, гиперсекреция слюны, синдром отмены у новорождённых.
FDA сообщает о риске тяжёлых аллергических реакций при употреблении азенапина, к которым относятся анафилактический шок, ангионевротический отёк, снижение артериального давления, учащение сердечного ритма, опухание языка, одышка и сыпь. В некоторых случаях указанные симптомы появлялись после первого приёма препарата. В рамках программы, осуществляемой FDA, поощряются сообщения медицинских работников и пациентов об имеющих место побочных эффектах.
При длительном приёме азенапина отмечались такие часто возникавшие эффекты, как седация, сонливость, бессонница, депрессия, головные боли, повышение веса и изменения уровня глюкозы в крови, тремор, акатизия, паркинсонизм, поздняя дискинезия.

## Меры предосторожности
Азенапин следует использовать с осторожностью у пожилых людей, у пациентов с сердечно-сосудистыми заболеваниями (инфаркт миокарда, ишемическая болезнь сердца, сердечная недостаточность или нарушение проводимости), цереброваскулярными заболеваниями, а также при наличии факторов, предрасполагающих к развитию гипотензии (обезвоживание, гиповолемия, гипотензивная терапия). Следует соблюдать осторожность при лечении пациентов, получающих одновременно другие лекарственные средства, которые могут вызвать гипотензию, брадикардию, угнетение дыхания или ЦНС. Во всех упомянутых случаях необходимо регулярно проводить ортостатическую пробу, при возникновении гипотензии следует снизить дозу азенапина.
При приёме азенапина возможно возникновение метаболических побочных эффектов, поэтому необходимо следить за массой тела, регулярно измерять уровень глюкозы натощак и уровень липидов. В случае, если пациент страдает диабетом или у него есть любые другие признаки метаболического синдрома ещё до начала приёма азенапина, следует избегать назначения этого препарата и рассматривать другие варианты (например, не вызывающие таких побочных эффектов арипипразол, зипрасидон).

## Лекарственные взаимодействия
Необходимо избегать одновременного применения азенапина и других лекарственных средств с известной способностью удлинять интервал QTc, в том числе антиаритмиков класса 1А (например, хинидин, прокаинамид) или класса 3 (например, амиодарон, соталол), антипсихотических препаратов (например, зипрасидон, аминазин, тиоридазин), антибактериальных средств (например, гатифлоксацин, моксифлоксацин). Следует избегать применения азенапина у пациентов с наличием в анамнезе сердечной аритмии и других факторов, которые могут увеличивать риск развития torsade de pointes и/или внезапной смерти в связи с использованием лекарственных средств, пролонгирующих интервал QTc (брадикардия, гипокалиемия, гипомагниемия), а также с наличием синдрома врождённого удлинённого интервала QT.
Азенапин является слабым ингибитором цитохрома Р450 2D6, что снижает вероятность фармакокинетических взаимодействий, но тем не менее он должен быть использован с осторожностью в сочетании с теми препаратами, которые метаболизируются CYP2D6 (к примеру, пароксетин, большинство трициклических антидепрессантов, амоксапин, каптоприл, дулоксетин, флуоксетин, флувоксамин, галоперидол). По данным клинического исследования, азенапин существенно повышал концентрацию в крови пароксетина. Кроме того, поскольку азенапин метаболизируется CYP1A2, следует проявлять осторожность при совместном его применении с веществами, которые индуцируют фермент CYP1A2 (например, курение, карбамазепин, рифампицин) или ингибируют этот фермент (например, флувоксамин, ципрофлоксацин, кетоконазол).

## Противопоказания
Азенапин не должен использоваться у пациентов с риском аспирационной пневмонии. У пациентов с тяжёлым нарушением функции печени (класс С по Чайлд-Пью) отмечалось 7-кратное увеличение концентрации азенапина, поэтому не рекомендуется назначать данный препарат таким пациентам.